# チャールズ・ピンクニー
チャールズ・ピンクニー（英: Charles Pinckney、1757年10月26日-1824年10月29日）は、アメリカ合衆国の政治家。アメリカ合衆国憲法の署名者の一人。サウスカロライナ州知事、アメリカ合衆国上院議員、下院議員を歴任した。同じく合衆国憲法に署名したチャールズ・コーツワース・ピンクニーはふた従兄弟である。
ピンクニーの直系子孫から7人のサウスカロライナ州知事が生まれ、そのうち何人かはメイバンク家やレット家などサウスカロライナでも著名な家系となった。

## 生い立ちと初期の経歴
ピンクニーはサウスカロライナのチャールストンで生まれた。父は同名のチャールズ・ピンクニー大佐で裕福な弁護士および農園主であり、1782年に死んだときに、市郊外の地所スニー農園を息子に遺した。ピンクニーは恐らく市内で教育を受け、1779年にはそこで法律の実務を始めた。
この頃、アメリカ独立戦争が既に始まっており、父は革命について躊躇いがあったが、ピンクニーは民兵隊に参加した。中尉に任官され、1779年9月から10月のサバンナ包囲戦に参戦した。翌年イギリス軍のためにチャールストンが陥落し、ピンクニーは捕まって1781年6月まで捕虜となっていた。
ピンクニーはまた、政歴を積み始めており、1777年から1778年と1784年から1787年に大陸会議代議員、1779年から1780年と1786年から1789年および1792年から1796年に州議会議員を務めた。民族主義者であったピンクニーは大陸会議代議員として懸命に務め、アメリカがミシシッピ川の航行権を得ることと議会の権力を強めることに貢献した。

## アメリカ合衆国憲法
フィラデルフィアで行われたアメリカ合衆国憲法制定会議におけるピンクニーの役割については議論の対象となっている。ピンクニーは最も若い方の代議員であったが、後に最も影響力を発揮したと主張し、憲法の基礎となったピンクニー・プランと呼ばれる草稿を提出したと主張した。歴史家の大半はこの主張を却けてきた。しかし、これらの歴史家もピンクニーが指導層に入っていたことは肯定した。ピンクニーの虚栄心がまだ24歳にすぎないことを誇りに思わせ、最年少の代議員として卓越性を主張させた。彼は実際には30歳であった。会議には全期間出席し、しばしば発言して効果を収め、最終稿作成に大きく貢献し、議論中に持ち上がった問題を解決に導いた。1788年にサウスカロライナ州で合衆国憲法の批准を行うときも働いた。同じ年に、裕福で政治的な力もあった商人ヘンリー・ローレンスの娘、メアリー・エレノア・ローレンスと結婚した。夫妻には少なくとも3人の子供が生まれた。息子の一人ヘンリー・ローレンス・ピンクニーはアメリカ合衆国議会議員とチャールストン市長になった。妻による義兄弟にはジョン・ローレンス大佐とサウスカロライナ議会議員デイビッド・ラムゼーがいた。他の義兄弟がサウスカロライナ州知事のジョン・ラトリッジの娘と結婚した。義理の息子ロバート・ヤング・ヘインはサウスカロライナ議会議員、州知事およびチャールストン市長になった。

## サウスカロライナ州知事および上院議員
その後、ピンクニーの経歴が花開いた。1789年から1792年にサウスカロライナ州知事となり、1790年には州憲法選定会議の議長を務めた。この期間に、連邦党と関わりを持つようになり、ふた従兄弟のチャールズ・コーツワース・ピンクニーと共に指導者となった。しかし、時の経過と共に見解が変わってきた。1795年、連邦党が後押しするジェイ条約を攻撃し、また自分の出身であるサウスカロライナ州東部の上流階級に対抗する後背地の民主共和党に肩入れするようになっていった。1796年に再度州知事となり、1798年にその民主共和党の支持でアメリカ合衆国上院議員となった。上院では以前所属した連邦党を激しく攻撃し、1800年アメリカ合衆国大統領選挙では、サウスカロライナ州におけるトーマス・ジェファーソンの選挙運動を取り仕切った。

## スペイン大使、ふたたびサウスカロライナ州知事
大統領に当選したジェファーソンはピンクニーを、1801年から1805年までスペイン大使に指名した。スペイン大使の間にスペインからフロリダの割譲のために果敢に務めたが不成功となったものの、1803年にはフランスからルイジアナを買収するときはこれをスペインに黙認させた。
外交官として任務を完遂すると、その考えはさらに民主主義に接近していき、チャールストンに戻って州民主共和党を率いた。1805年から1806年は州議会議員となり、再度州知事に選ばれて1806年から1808年まで務めた。この任期中に議会の議席再配分を行って後背地の代議員数を改善し、また白人男性の普通選挙を提唱した。1810年から1814年まで再度州議会議員を務め、その後一時的に政界から引退した。1818年、アメリカ合衆国下院議員選挙で勝利し、ミズーリ妥協に反対するために戦った。

## 死と遺産
1821年、ピンクニーの健康が衰え始め、政界から最終的な引退をした。1824年、67歳の誕生日の3日後に死んだ。チャールストンのセントフィリップス・エピスコパル教会墓地に埋葬されている。
ピンクニーのスニー農場はチャールズ・ピンクニー国立歴史史跡として保存されている。
息子のヘンリー・ローレンス・ピンクニー（1794年9月24日 - 1863年2月3日）は、サウスカロライナ州選出のアメリカ合衆国議会議員となった。